# Ptyodactylus rivapadiali
Ptyodactylus rivapadiali (мавританський віялопалий гекон) — вид геконоподібних ящірок родини Phyllodactylidae. Ендемік Мавританії. Описаний у 2017 році.

## Поширення і екологія
Мавританські віялопалі гекони відомі з типової місцевості, розташованої в області Асаба на півдні Мавританії, на висоті 115 м над рівнем моря.